# Nathaniel (nombre)
Nataniel/Nathaniel (menos frecuentemente, Nathanel/Natanel o Nathanael/Natanael) es un nombre de pila que deriva del griego proveniente del nombre en hebreo נְתַנְאֵל (Netan'el), cuyo significado es "Aquel que Dios/El ha dado" o "Regalo de Dios/El."
El nombre Netan'el aparece en el Tanaj como hermano del Rey David (1-Crónicas 2:14).
El nombre es también portado por un apóstol de Cristo, según el Evangelio de Juan (1:45; 21:2).

## Personas que portan este nombre

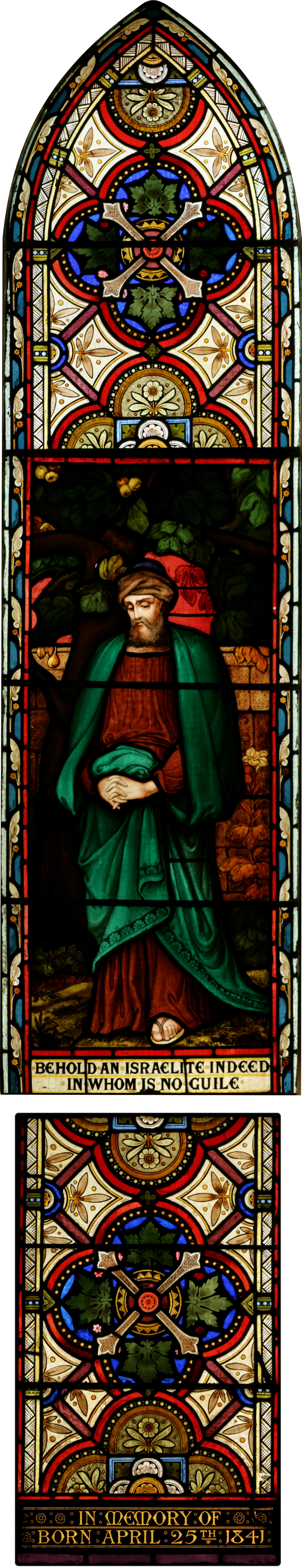
El bíblico Natanael representado en vitrales.

- Nathanael (apóstol de Jesús) en el Evangelio de Juan
- Nathaniel Archibald (nacido en 1948), jugador de baloncesto estadounidense
- Nathaniel Ayers, músico estadounidense quién inspiró en 2009 la película El Solista
- Nathaniel Bacon, colonizador de Virginia quién instigó la rebelión de Bacon
- Nathaniel Prentice Banks, político estadounidense y general de guerra civil estadounidense
- Nathanial Bates, alcalde africano-americano por dos períodos de Richmond, California
- Nathaniel Bowditch, matemático estadounidense, padre de la navegación marítima moderna
- Nathaniel Buzolic, actor australiano
- Nat King Cole, músico y cantante estadounidense
- Nathaniel Clyne, futbolista inglés
- R. Nathaniel Dett (1882–1943), director de coro y compositor estadounidense
- Natanael Cano, cantante y compositor mexicano
- Nathaniel Dwayne Hale (1969–2011), músico estadounidense conocido como Nate Dogg
- Nathaniel Fick, previamente capitán Marino estadounidense
- Nathanael Greene, General Importante del Ejército Continental en la Guerra Revolucionaria estadounidense
- Nathaniel Hawthorne (1804–1864), novelista estadounidense
- Nathanael Greene Herreshoff (1848–1938), arquitecto naval estadounidense
- Nathaniel Jarvis, futbolista galés
- Nathaniel Lammons, jugador de tenis estadounidense
- Nathaniel Ledbetter (nacido c. 1961), político estadounidense
- Nathaniel Lee, (c. 1653–1692), dramaturgo inglés
- Nat Lofthouse, futbolista inglés
- Nathaniel Lubell (1916–2006), tirador Olímpico estadounidense
- Nathaniel Miller, jugador de polo acuático canadiense
- Nathaniel Moore, golfista olímpico estadounidense
- Nathaniel Moore (desambiguación), varias personas
- Nathaniel Neale, jugador de Liga de Rugbi de Nueva Zelanda
- Nathaniel Parker, actor inglés
- Nathaniel Pearce (1779–1820), explorador inglés en Etiopía
- Nathaniel Pearlman, emprendedor estadounidense
- Nathaniel Turba, británico jamaiquino emprendedor social
- Nathaniel Philbrick, escritor estadounidense
- Nate Rathbun, conocido como Audien, músico estadounidense
- Nathaniel Raymond, detective de derechos humanos y defensor contra la tortura
- Nathanial Saltonstall (circa 1639–1707), juez estadounidense
- Nathaniel Stern, artista estadounidense
- Nathaniel Walter Swan (1834–1884), escritor australiano nacido en Irlanda
- Nathaniel Beverley Tucker, autor estadounidense y activista político de Virginia
- Nathaniel Wallich (1786–1854), botánico y médico cirujano
- Nathanael West, escritor estadounidense
- Nathaniel Willemse, cantante y compositor australiano
- Nate Ruess, cantante y compositor estadounidense

## Personajes ficticios
- Nathaniel Fitzwilliam "Nate" Archibald en la serie de Gossip Girl
- Nathaniel "Natty" Bumppo, el personaje principal en la novela de James Fenimore Cooper, El Último mohicano
- Nathaniel Dusk, personaje de cómic, detective privado
- Nathaniel Essex, alter ego de Mister Siniestro, un supervillano de Marvel Comics ampliamente conocido como archienemigo de los X-Men
- Nathaniel "Nate" Fisher, Jr. y su padre Nathaniel Fisher, Sr. En la serie televisiva Six Feet Under
- Nathaniel M. Laxamana, el protagonista en Nathaniel
- Nathaniel (apellido desconocido, también conocido como John Mandrake), uno de los tres protagonistas principales en la Trilogía de Bartimeo por Jonathan Stroud
- Nathaniel "Nath" Carello Personaje del otome CDM (Corazón de melón)

## Animales que llevan el nombre
- Nathaniel (un caballo), ganador de la carrera del Rey Eduardo VII y de la carrera del Rey Jorge VI y la Reina Isabel